# Pilea trichosanthes
Pilea trichosanthes är en nässelväxtart som beskrevs av Hugh Algernon Weddell. Pilea trichosanthes ingår i släktet pileor, och familjen nässelväxter. Inga underarter finns listade i Catalogue of Life.